# Finescreekita
La finescreekita és un mineral de la classe dels sulfats.

## Característiques
La finescreekita és un sulfat de fórmula química [Pb₄(OH)₄](S₂O₃)₂. Va ser aprovada com a espècie vàlida per l'Associació Mineralògica Internacional l'any 2022, i va ser publicada en el mes d'abril de 2024. Cristal·litza en el sistema ortoròmbic.
L'exemplar que va servir per a determinar l'espècie, el que es coneix com a material tipus, es troba conservat a les col·leccions mineralògiques del Museu d'Història Natural del Comtat de Los Angeles, a Los Angeles (Califòrnia) amb el número de catàleg: 76227.

## Formació i jaciments
Va ser descoberta a la mina Redmond, situada al municipi de Waterville Lake, dins el comtat de Haywood (Carolina del Nord, Estats Units), sent aquest l'únic indret de tot el planeta on ha estat descrita aquesta espècie mineral.